# Distretto di Oued Morra
Il distretto di Oued Morra è un distretto della provincia di Laghouat, in Algeria, con capoluogo Oued Morra.

## Comuni
Il distretto comprende 2 comuni:
- Oued Morra
- Oued M'Zi